# 보디 올모스
보디 올모스(Bodie Olmos, 1975년 8월 27일 ~ )는 미국의 배우, 텔레비전 배우, 영화배우이다.
로스앤젤레스에서 태어났다.

## 영화
- 배틀스타 갤럭티카: 라스트 프래킨 스페셜 (2009년) - 본인 역
- 워크아웃 (2006년)
- 배틀스타 갤럭티카 - 2004년 시리즈 (2004년)
- 스탠드 업 (1988년)